# Cubocephalus tincticoxis
Cubocephalus tincticoxis är en stekelart som beskrevs av Henry Keith Townes, Jr. 1962. Cubocephalus tincticoxis ingår i släktet Cubocephalus och familjen brokparasitsteklar. Inga underarter finns listade i Catalogue of Life.